# GWES
GWES, acronimo dell'inglese Graphics, Windowing and Events (in italiano grafica, gestione finestre ed eventi), indica l'insieme di API del sistema operativo Windows CE deputate all'interazione con l'utente e alla gestione dell'interfaccia grafica, ovvero alle funzioni che nel modello tradizionale di Win32 sono raccolte nei moduli "User" e "GDI".